# روند فان درينثي 2022
روند فان درينثي 2022  هو سباق دراجات هوائية من فئة سباق يوم واحد، وهو الموسم التاسع والخمسين من روند فان درينثي، وأقيم في 13 مارس 2022 ضمن سباقات طواف أوروبا للدراجات 2022، وشارك فيه 136  متسابقاً ووصل إلى نهايته 65  متسابقاً.
فاز بالمركز الأول دريس فان جيستل، وبالمركز الثاني Barnabás Peák ‏، وبالمركز الثالث هوغو هوفستيتر.

## الفرق
| فرق عالمية (3)- Intermarché-Wanty-Gobert Matériaux - Jumbo-Visma - Team DSM فرق برو (7)- Alpecin-Fenix - بي آند بي هوتيلز 2022 ‏ - بنجوال باوليز ساوكس دبليو بي 2022 ‏ - سبورت فلاندرين بالويس 2022 ‏ - Arkéa-Samsic - TotalEnergies - أونو اكس برو سايكلنج تيم 2022 ‏ فرق قارية (9)- Parkhotel Valkenburg CT ‏ - Diftar Continental Cyclingteam ‏ - بيت سايكلنج 2022 ‏ - إيفوبرو ريسينغ ‏ - ميتك-تي كي إتش مانتيل ‏ - Minerva Cycling Team ‏ - فريق ريوال للدراجات 2022 ‏ - Sauerland NRW-SKS Germany ‏ - فولكر ويسيلز سيلينج تيم ‏ فريق وطني- فريق هولندا لركوب الدراجات للرجال 2022 ‏ |  |
| |  |

## التصنيف العام النهائي
| التصنيف العام         | التصنيف العام    | التصنيف العام | التصنيف العام                      | التصنيف العام |
| العداء                | العداء           | البلد         | الفريق                             | الوقت         |
| --------------------- | ---------------- | ------------- | ---------------------------------- | ------------- |
| 1                     | دريس فان جيستل   | بلجيكا        | TotalEnergies                      | 5 س 08 د 47 ث |
| 2                     | Barnabás Peák ‏   | المجر         | Intermarché-Wanty-Gobert Matériaux | + 5 ث         |
| 3                     | هوغو هوفستيتر    | فرنسا         | اركيا سامسيك                       | + 5 ث         |
| 4                     | تيمو روزن        | هولندا        | Jumbo-Visma                        | + 5 ث         |
| 5                     | Joren Bloem ‏     | هولندا        | Parkhotel Valkenburg CT ‏           | + 5 ث         |
| 6                     | Mick van Dijke ‏  | هولندا        | Jumbo-Visma                        | + 5 ث         |
| 7                     | Kévin Vauquelin ‏ | فرنسا         | اركيا سامسيك                       | + 23 ث        |
| 8                     | يجف دي بوندت     | بلجيكا        | Alpecin-Fenix                      | + 27 ث        |
| 9                     | Rick Ottema ‏     | هولندا        | ميتك-تي كي إتش مانتيل ‏             | + 27 ث        |
| 10                    | ريك بلومرز ‏      | هولندا        | Jumbo-Visma                        | + 27 ث        |
| مصدر: ProCyclingStats |                  |               |                                    |               |

## وصلات خارجية
- الموقع الرسمي
- لمحة عن سباق روند فان درينثي 2022 على موقع  ProCyclingStats   (برو  سايكلنج  ستاتس) - إحصاءات  محترفي  الدراجات.
- روند فان درينثي 2022 على موقع إحصائيات الدراجات الإحترافية (الإنجليزية)